# Burg Wallbach
Die Burg Wallbach, auch Burg Burgwallbach genannt, ist der Rest einer Wasserburg im Ortsteil Burgwallbach der Gemeinde Schönau an der Brend im unterfränkischen Landkreis Rhön-Grabfeld in Bayern.

## Geschichte
1335 wird erstmals eine „Burg von Wallpach“ erwähnt. Anfang des 14. Jahrhunderts sind die Ritter, die Gebrüder Heinrich und Margold Marschalk, die ersten bekannten Besitzer von Burg und Gut Wallpach. Sie entstammen dem Geschlecht der Marschalk von Ostheim. Ihre Lehnsherren sind die Grafen von Henneberg, die wiederum den Fürstbischöfen von Würzburg untertan sind. Fürstbischof Albrecht II. von Hohenlohe (1345–1371) belagert 1357 die Burg und zerstört sie, weil die Marschalks seinen Feinden Unterschlupf gewährten. Im gleichen Jahr schließt er mit den Marschalks einen Sicherungsvertrag, belehnt sie von neuem mit der Burg und erlaubt, sie wieder aufzubauen.
Die Marschalks von Wallpach nehmen 1489 an den Kreuzzügen teil und machen sich anschließend in Tirol ansässig. In diesem Jahr verkauft Bernhard, Marschalk von Wallpach, die Burg samt allem zugehörigen Besitz an seinen Schwager, den Freiherren Anton von Bibra, für 1172 Gulden. 1490 verleiht Kaiser Friedrich III. an Wilhelm von Bibra und dessen Bruder Anton Blutbann, Halsgericht, Stock und Galgen in Ober- und Niederwallbach. Wilhelm ist zu dieser Zeit Gesandter beim Papst in Rom. Innozenz VIII. verleiht ihm 1498 einen Indulgenzbrief für die neu erbaute Kirche. Papst Alexander VI. erneuert diesen Indulgenzbrief und schickt Reliquien der Hl. Märtyrer Eugenius, Felix und Urban I. für die Kirche von Niederwallbach.
Mit sämtlichen anderen Gütern des Hans von Bibra werden auch die Burg und der Ortsteil Niederwallbach (an der S-Kurve) mit der Kirche im Bauernkrieg 1525 zerstört.
Nach dem Tode Heinrichs von Bibra 1602 verlangt der Fürstbischof Julius das Lehen zurück, weil die erbberechtigte Linie der Freiherren von Bibra zu Irmelshausen evangelisch ist. Bernhard von Bibra führt deswegen einen langwierigen Prozess gegen das Bistum Würzburg. 1681 ergeht endlich das Urteil. In einem Vergleich wird den Fürstbischöfen Burgwallbach überlassen. Als Entschädigung bekommen die Bibras das Gut Brennhausen im Grabfeld.
1790 wird die Burg endgültig zerstört, auf Abbruch freigegeben und als Steinbruch benutzt. Von der ehemaligen Burganlage, um die sich ehemals ein kleiner See (Flurname: Alter See) befand, sind nur noch Mauer- und Gewölbereste erhalten.